# هبة يسري
هبة يُسري مخرجة وممثلة مصرية.

## عنها
نشأت في عائلة فنية، فجدتها لوالدها، هي الممثلة والمطربة شهر زاد وجدها عبد المنعم بهنسي كان مدير تصوير في مصر، ووالدها عازف الأورغ يسري رمزي خريج معهد السينما قسم تصوير الذي اعتزل الفن لاحقًا.

## أعمالها
كانت أول أعمالها الفنية حين كانت طالبة بمعهد السينما في مصر، حيث قدمت فيلم عشق آخر، وهو من تأليفها وإخراجها وتمثيلها وعُرِض في مهرجان أفلام ساقية الصاوي وحصل على جائزة لجنة التحكيم، وعرض كذلك في مهرجان «فيبا» بفرنسا وفي معهد جوتة. شارك فيلمها (ستو زاد) في مهرجان دبي السينمائي وهو فيلم وثائقي يروي روئيتها الخاصة لجدتها المطربة الكبيرة وكيف تأثرت بها.

### سينما
| سنة الإنتاج | اسم العمل        | في دور | ملاحظات |
| ----------- | ---------------- | ------ | --- |
| 2006        | عشق آخر          | هبة    | العمل من تأليفها وإخراجها أيضًا. عرض في: مهرجان أفلام ساقية الصاوي وحصل على جائزة لجنة التحكيم مهرجان «فيبا» في فرنسا معهد جوتة. |
| 2011        | ستو زاد، أول عشق | -      | - |
| 2013        | فيلا 69          | هناء   | - |

### التلفزيون
| سنة الإنتاج | اسم العمل | في دور | ملاحظات |
| ----------- | --------- | ------ | ------- |

### تأليف
| سنة الإنتاج | اسم العمل        | نوع العمل | ملاحظات |
| ----------- | ---------------- | --------- | --- |
| 2011        | ستو زاد، أول عشق | فيلم      | والعمل من إخراجها أيضًا. |
| 2017        | سابع جار         | مسلسل     | العمل من تأليفها قصة وسيناريو وحوارًا. شاركنها في كتابة بعض الحلقات كل من: منة إكرام، سما أحمد ومنة فوزي. والعمل من إخراجها أيضًا رفقة آيتن أمين ونادين خان. |

### الإخراج
| سنة الإنتاج | اسم العمل        | نوع العمل | ملاحظات                                                                 |
| ----------- | ---------------- | --------- | ----------------------------------------------------------------------- |
| 2006        | المهنة إمرأة     | فيلم      |                                                                         |
| 2006        | عشق آخر          | فيلم      | -                                                                       |
| 2009        | تامر وشوقية      | سيت كوم   | مخرج مساعد في الجزء الاول والثالث                                       |
| 2011        | ستو زاد، أول عشق | فيلم      | -                                                                       |
| 2011        | اللون الأزرق     | فيلم قصير | مخرج مساعد                                                              |
| 2017        | سابع جار         | مسلسل     | أخرجته رفقة آيتن أمين ونادين خان والعمل من تأليفها قصة وسيناريو وحوارًا. |

فيلم 69

### الإنتاج
| سنة الإنتاج | اسم العمل     | نوع العمل | ملاحظات |
| ----------- | ------------- | --------- | ------- |
| 2015        | بره في الشارع | فيلم      | منتج    |